# Chi Lan nhật quang
Chi Lan nhật quang (danh pháp khoa học: Asphodelus) là một chi chủ yếu là cây lưu niên bản địa của khu vực trung và Nam Âu, nhưng hiện nay đã phổ biến ra khắp thế giới. Các loài lan nhật quang là một dạng cây cảnh trồng phổ biến trong vườn, chúng phát triển tốt trên đất thoát nước tốt và nhiều ánh sáng tự nhiên.

## Các loài
- Asphodelus acaulis: Lan nhật quang phân cành
- Asphodelus aestivus (đồng nghĩa: Asphodelus microcarpus): Lan nhật quang mùa hè hay lan nhật quang thường
- Asphodelus albus: Lan nhật quang trắng hay địa y viền vành
- Asphodelus ayardii
- Asphodelus bento-rainhae
- Asphodelus cerasiferus
- Asphodelus chambeironi
- Asphodelus damascene
- Asphodelus gracilis
- Asphodelus fistulosus: Lan nhật quang lá hành hay cỏ hành
- Asphodelus lusitanicus
- Asphodelus luteus: Lan nhật quang vàng
- Asphodelus ramosus: Lan nhật quang phân cành

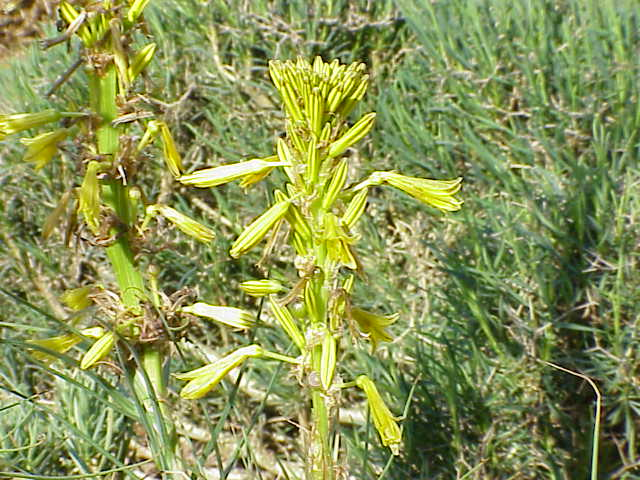
Asphodelus ramosus

- Asphodelus refractus
- Asphodelus roseus
- Asphodelus serotinus
- Asphodelus tenuifolius
- Asphodelus viscidulus

## Hình ảnh

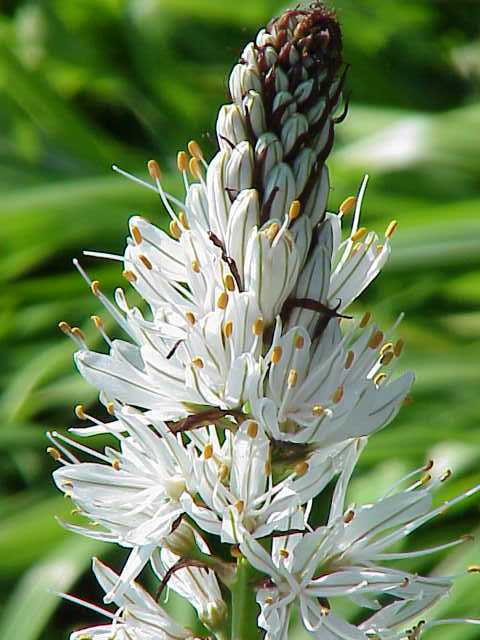
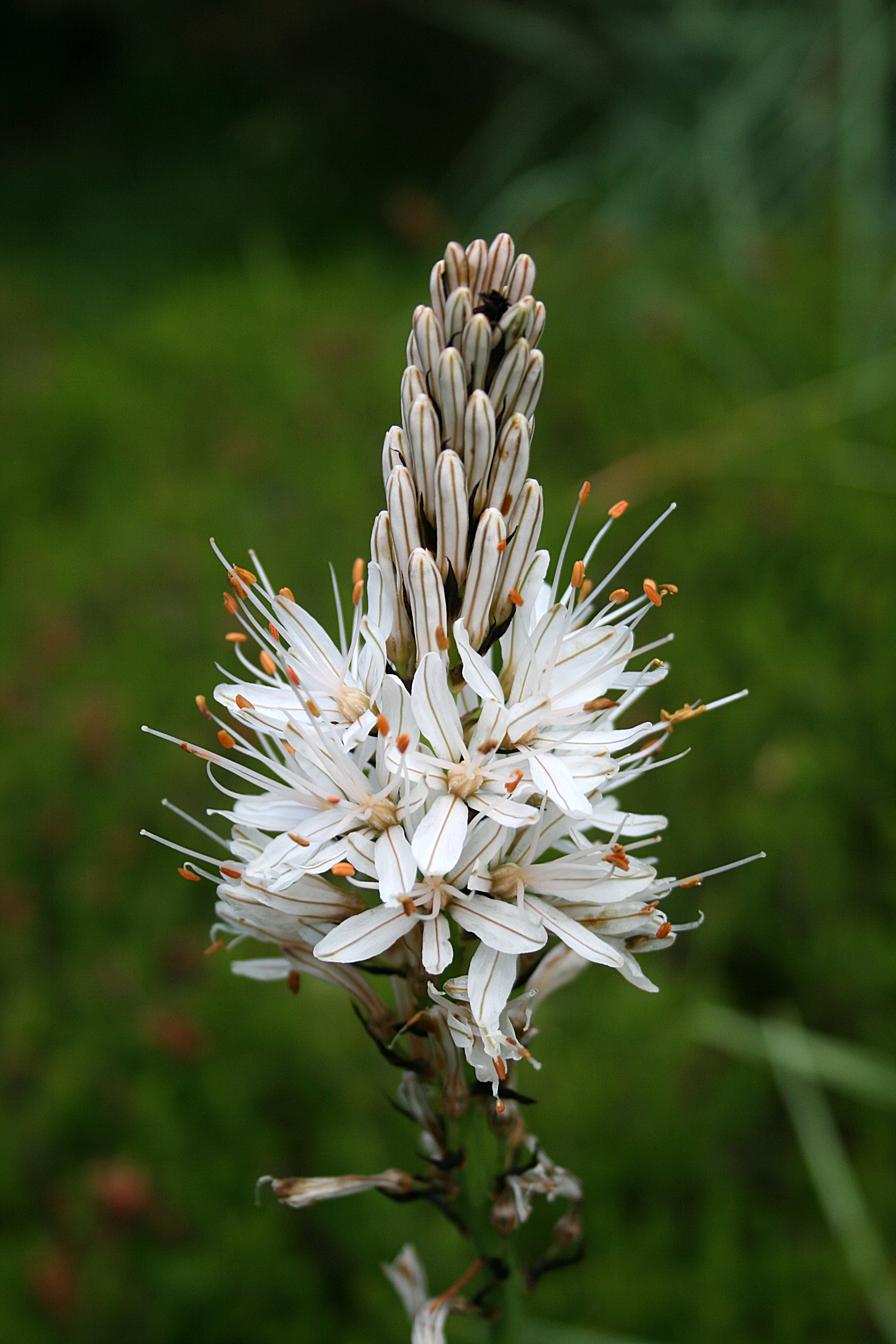
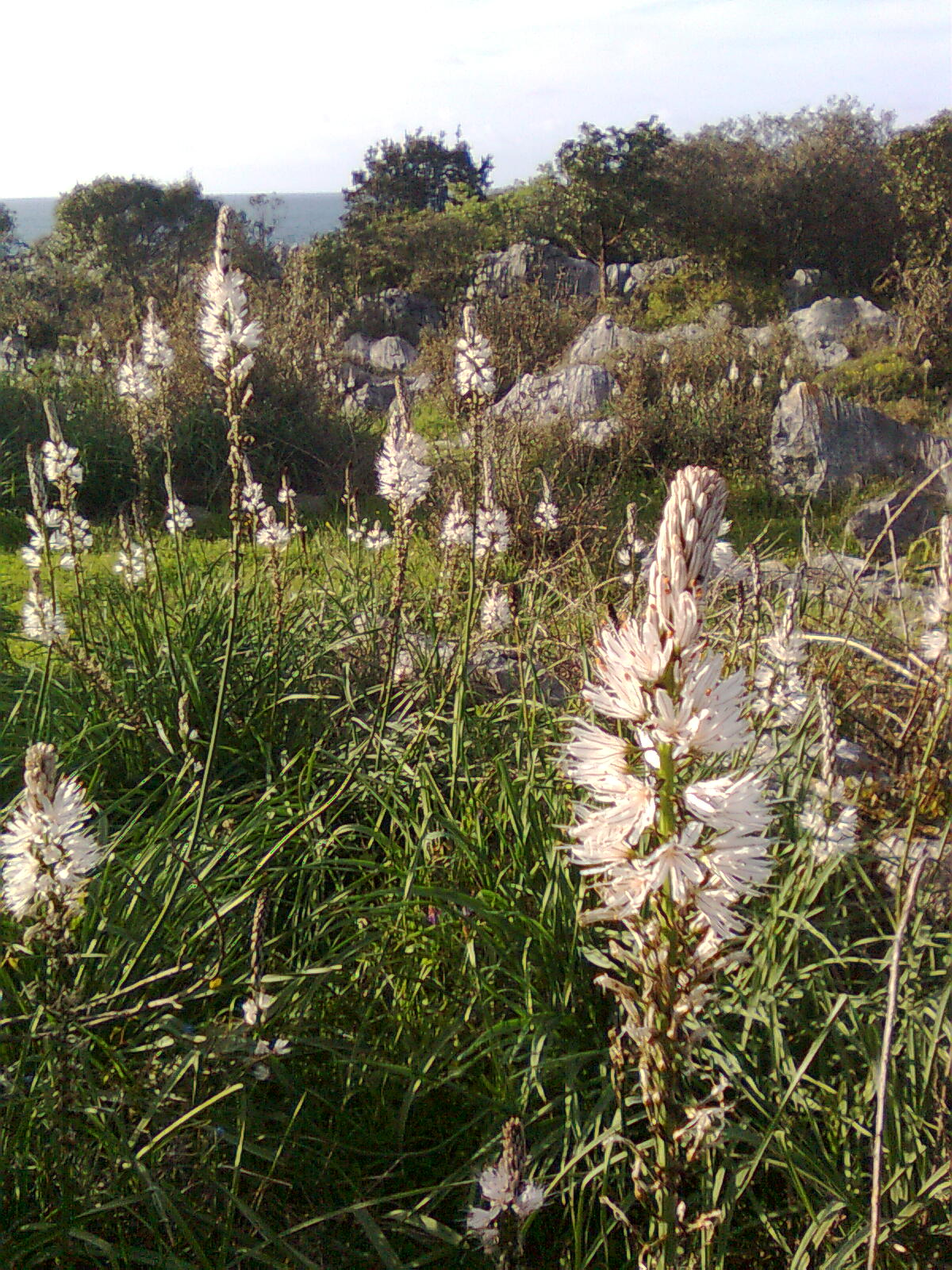